# Alleanza franco-russa

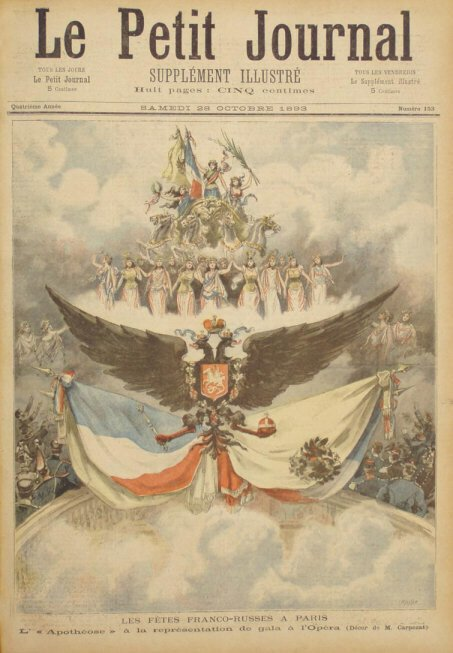
Un momento (l'"Apoteosi") dello spettacolo rappresentato all'Opera di Parigi in onore dell'amicizia franco-russa. Da Le Petit Journal del 28 ottobre 1893.

L'Alleanza franco-russa, o Duplice intesa, fu un patto militare difensivo tra la Francia e la Russia definitosi fra il 1891 e il 1894 in tre fasi.
Fu una risposta al rinnovo della Triplice alleanza tra Germania, Austria e Italia, nonché, stante la neutralità della Gran Bretagna, un tentativo di formare un equilibrio strategico in Europa.
L'alleanza si basò principalmente sul vantaggio territoriale nel contrastare da est e da ovest le nazioni della Triplice alleanza e sulla necessità della Russia di ricevere un sostegno economico.
Ruppe l'isolamento delle due potenze firmatarie e costituì il primo gradino su cui, dopo l'Entente Cordiale e l'Accordo anglo-russo per l'Asia, si formò la Triplice intesa. Rimase in vigore fino allo scoppio della Rivoluzione Russa del 1917.

## Il contesto
Alla fine del XIX secolo, poche nazioni risultavano così diverse politicamente e socialmente come la Francia e la Russia. La prima era una repubblica con uno degli elettorati più democratici d'Europa, la seconda era l'ultima delle monarchie assolutiste. Eppure un'alleanza franco-russa appariva sensata, sia dal punto di vista strategico, sia da quello economico. Le due nazioni avevano avversari comuni: la Germania, fra l'una e l'altra, e l'Impero britannico i cui confini erano spesso oggetto di tensione internazionale, sia con la Francia in Africa, sia con la Russia in Asia. Inoltre la Francia era esportatrice di capitali, mentre la Russia, in via di industrializzazione, aveva necessità di prestiti esteri.
Ma c'erano anche altri motivi a favore di un'intesa, non ultimo l'atteggiamento sempre meno amichevole della Germania dopo l'ascesa al trono di Guglielmo II nel 1888 e le dimissioni del cancelliere tedesco Otto von Bismarck due anni dopo. Le intenzioni della Germania di appoggiare l'Austria in caso di guerra contro la Russia, e il suo rifiuto di rinnovare alla Russia il Trattato di controassicurazione, resero infatti le condizioni per un accordo fra Parigi e San Pietroburgo ancora più favorevoli.
Una ricorrente instabilità della Borsa di Parigi lasciava però qualche dubbio sulla capacità di fondo della Francia di affrontare le operazioni finanziarie con la Russia su vasta scala. Il Rublo, d'altronde, raggiungerà la parità aurea solo nel periodo 1894-1897 e il mercato finanziario francese aveva sempre manifestato diffidenza nei confronti delle obbligazioni russe. Solo dopo una decisa diminuzione dei prezzi fra il 1886 e il 1891 questa diffidenza lasciò il posto a una più durevole fiducia.

## Gli antefatti

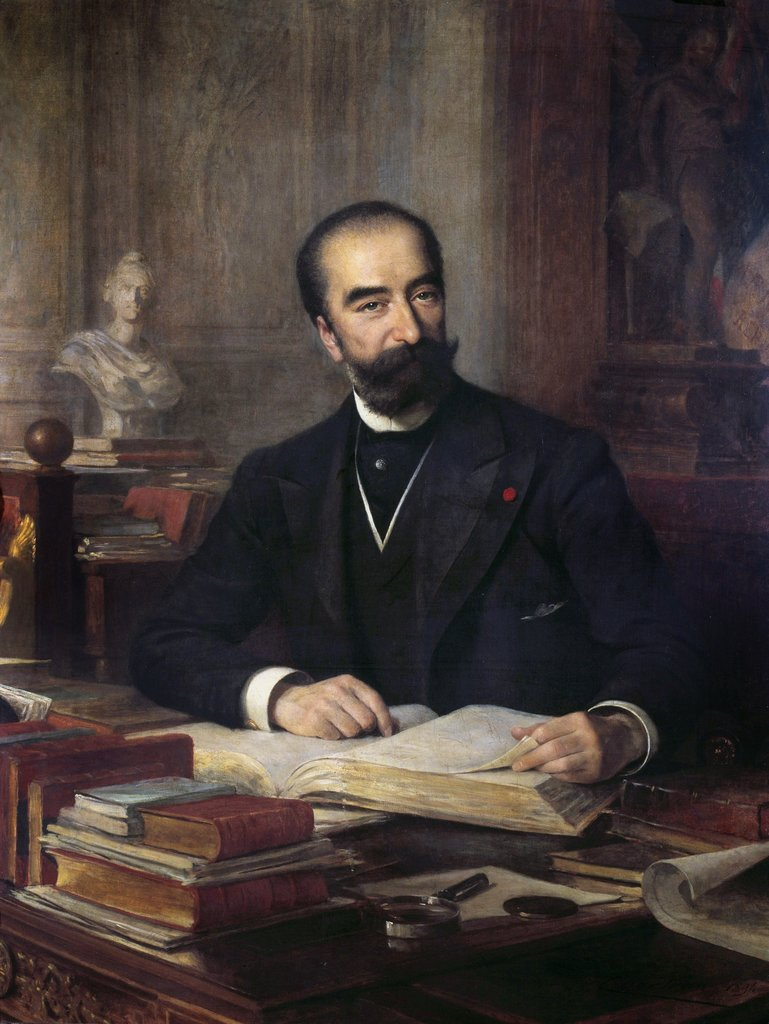
Il Presidente francese Sadi Carnot

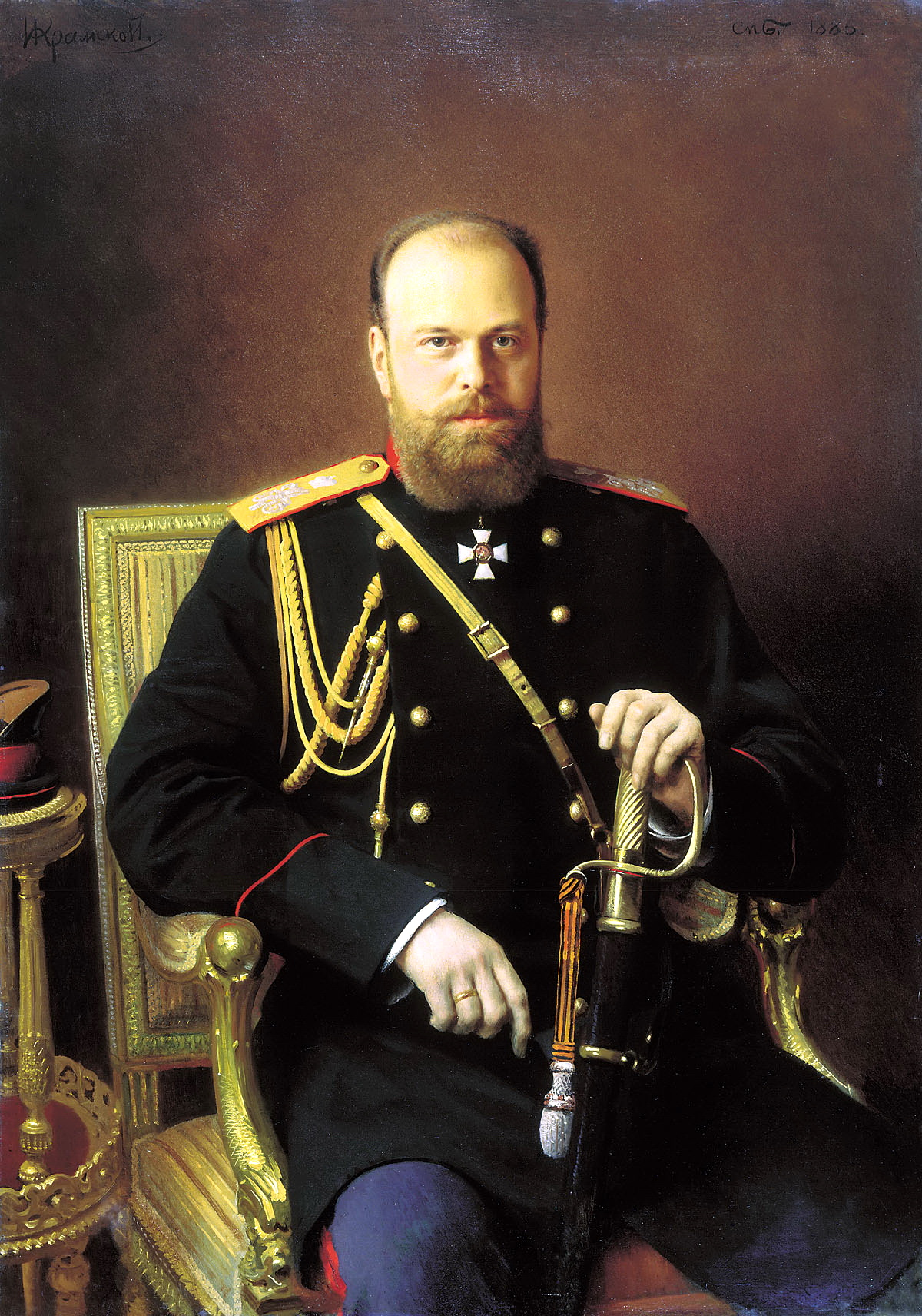
Alessandro III di Russia

I primi sintomi di un reale riavvicinamento fra le due nazioni ci furono nel maggio 1890, quando lo zar Alessandro III con la sua famiglia visitò in modo dimostrativo un'esposizione organizzata a Mosca dai francesi.
Il giorno 30 dello stesso mese, a Parigi vennero arrestati quattordici nichilisti russi, in contrasto con la consuetudine francese di dar loro protezione.
In agosto, il generale Charles de Boisdeffre (1839-1919) assistette alle grandi manovre dell'esercito russo e s'intrattenne con i generali dello Zar a proposito di un possibile accordo militare. Ebbe, però, colloqui scoraggianti. I russi avrebbero mobilitato le loro forze solo se la Germania avesse attaccato la Francia, rifiutando comunque una convenzione militare.
All'inizio del 1891 la Russia ordinò degli armamenti alla Francia e alcune settimane più tardi, Alessandro III consegnò l'onorificenza dell'Ordine di Sant'Andrea al Presidente della Repubblica Francese Sadi Carnot. In marzo, poiché lo Zar sembrava ancora indeciso, il governo di Parigi intervenne presso la banca Rothschild per bloccare il collocamento di un prestito alla Russia fino a quando un accordo diplomatico non fosse stato firmato. Inoltre, nel maggio 1891, ci fu il rinnovo anticipato della Triplice alleanza, che cominciò ad indirizzare Alessandro verso una vera intesa con la Francia.
La risoluzione della Russia a muoversi fu determinata anche da un significativo riavvicinamento fra Germania e Gran Bretagna, i cui rapporti raggiunsero nell'estate del 1890 il più alto grado di cordialità.

Altrettanto buoni risultavano i rapporti fra Italia e Gran Bretagna, rivali della Francia nel Mediterraneo dove Londra aveva bisogno dell'appoggio della flotta italiana fintanto che Parigi non si fosse rassegnata al controllo britannico sull'Egitto. Tali relazioni, assieme ad alcune, avventate, dichiarazioni del presidente del Consiglio italiano Antonio di Rudinì, fecero supporre una vicinanza delle posizioni britanniche alla Triplice alleanza maggiore di quanto non fosse realmente.

In Russia intanto, nel 1891, il popolo si trovò minacciato da un raccolto disastroso e il governo di San Pietroburgo nella necessità, ad ogni costo, del denaro francese. A metà luglio, lo stato maggiore russo comunicò, così, a Boisdeffre che avrebbe acconsentito ad un'intesa.

### Lo Zar e la Marsigliese
Il 23 dello stesso luglio 1891, una squadra navale francese al comando dell'ammiraglio Albert Gervais (1837-1921) giunse nel porto della città russa di Kronštadt dove fu accolta entusiasticamente dalla popolazione e dagli equipaggi delle navi russe. Il Granduca Aleksej Aleksandrovič, grande ammiraglio e comandante supremo della flotta, offrì uno splendido pranzo all'ammiraglio Gervais, al suo stato maggiore e ai comandanti delle navi francesi. Lo Zar e la zarina Dagmar visitarono la nave ammiraglia Marengo.

Ad un pranzo che ebbe luogo a Peterhof in onore della squadra ospite, Alessandro III brindò al presidente francese Sadi Carnot; quindi l'orchestra russa suonò la Marsigliese, l'inno rivoluzionario proibito in Russia, che tuttavia lo Zar ascoltò rispettosamente in piedi e a capo scoperto.

In un telegramma al Presidente Sadi Carnot, Alessandro parlò delle "profonde simpatie" che univano la Francia alla Russia.

## L'accordo del 1891

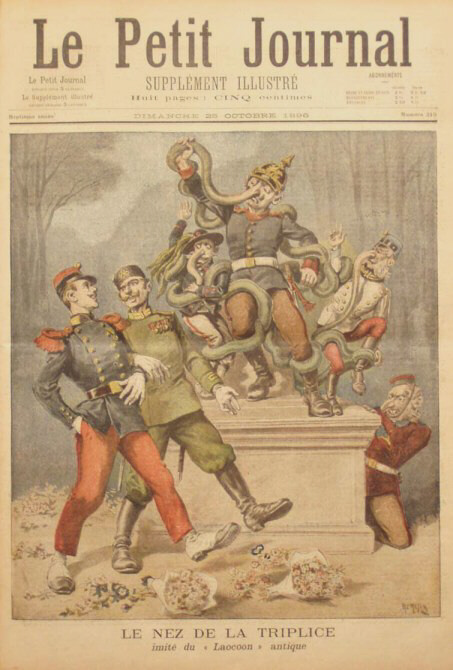
Un numero del Petit Journal del 1896. La Triplice alleanza è imbrigliata alla maniera del Laocoonte, mentre Francia e Russia passeggiano orgogliose a braccetto.

Nonostante le premesse, i negoziati iniziarono con difficoltà, perché i russi spingevano per un'alleanza anti-britannica e i francesi per una antitedesca.

Il ministro degli Esteri russo Nikolaj Karlovič Girs, inoltre, storico amico della Germania, era sostanzialmente contrario all'alleanza. Egli tuttavia non aveva speranze di spuntarla di fronte allo zar Alessandro la cui volontà prevalse quando, a dimostrazione di un miglioramento dei rapporti fra Londra e Parigi (e quindi di un possibile e pericoloso accordo alternativo a quello russo-francese), il Primo Ministro inglese Salisbury invitò la flotta francese di ritorno da Kronštadt a visitare Portsmouth.
A San Pietroburgo tra il 9 e il 21 agosto 1891, fu concluso un primo, seppur vago, accordo. I rappresentanti dei due Paesi furono: per la Russia il ministro degli Esteri Girs, per la Francia l'ex ambasciatore a San Pietroburgo Antoine de Laboulaye.
Gli atti di questo primo accordo iniziano così: «La situazione creata in Europa dal rinnovamento manifesto della Triplice alleanza e l'adesione più o meno probabile della Gran Bretagna alle mire politiche che questa alleanza persegue, ha motivato [...] uno scambio di idee tendente a definire l'atteggiamento che [...] potrebbe meglio convenire ai nostri Governi rispettivi, i quali, rimasti all'infuori di ogni lega, sono tuttavia sinceramente desiderosi di assecondare il mantenimento della pace e delle più efficaci garanzie».

All'articolo 1 si stabilisce che «i due Governi dichiarano che si concerteranno su ogni questione suscettibile di mettere in causa la pace generale», e all'articolo 2: «Per il caso [...] in cui l'una delle due Parti fosse minacciata da un'aggressione, le due Parti convengono di intendersi sulle misure la cui adozione immediata e simultanea [...] sarebbe imposta da questa eventualità».
C'è un impegno a concertarsi in caso di pericolo, quindi, e un'intenzione di mutua difesa, ma non vengono stabiliti i modi e l'impegno di un eventuale intervento armato.

## L'alleanza del 1892

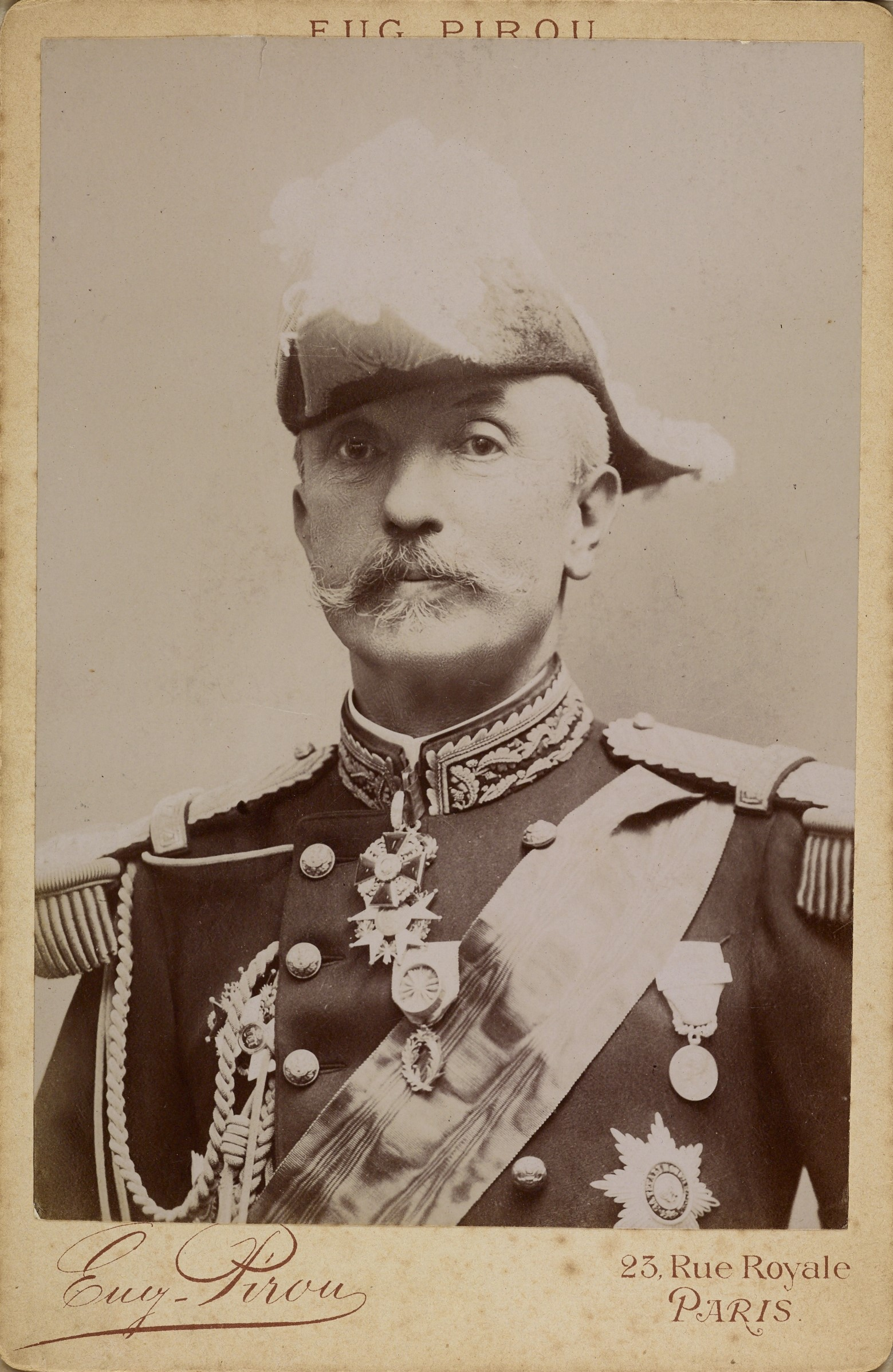
Il generale Charles de Boisdeffre fu il massimo referente francese per la parte militare dell'accordo.

Nell'intento di impedire che l'intesa assumesse un carattere anti-britannico, il ministro degli Esteri francese Alexandre Ribot spinse per una dettagliata convenzione militare. Girs non era d'accordo, ma Alessandro si impose.

Ribot chiese che i russi concentrassero almeno metà delle loro forze contro la Germania, e Boisdeffre, quando si recò di nuovo in Russia nell'agosto 1892, portò con sé un abbozzo di convenzione che proponeva l'intervento della Russia anche nel caso in cui la Francia fosse stata attaccata dalla sola Germania; ma escludeva il coinvolgimento della Francia nel caso in cui l'Austria avesse da sola attaccato la Russia.
Di fronte a queste prospettive i militari russi inizialmente rifiutarono, ma presto si arrivò ad un compromesso.
I francesi ottennero che, qualora la Francia fosse stata attaccata dalla Germania, circa un terzo dell'esercito dello Zar sarebbe stato impiegato contro i tedeschi. In cambio acconsentirono a mobilitare le loro forze (ma non necessariamente ad entrare in guerra) anche se solo l'Austria avesse mobilitato.
Il secondo accordo sancì, quindi, un'alleanza vera e propria. Fu concordato in segreto dai rispettivi stati maggiori e perdurò fino allo scoppio della Rivoluzione Russa del 1917. Si trattò di una convenzione militare a firma del generale Nikolaj Obručev (1830-1904) per la Russia e del generale Boisdeffre, che abbiamo già visto impegnato nei negoziati, per la Francia. L'accordo fu firmato il 18 agosto 1892 e si componeva di sette articoli.

### Il testo
- Art. 1. Se la Francia viene attaccata dalla Germania, o dall'Italia sostenuta dalla Germania, la Russia impiegherà tutte le sue forze disponibili[12] per attaccare la Germania. Se la Russia viene attaccata dalla Germania, o dall'Austria sostenuta dalla Germania, la Francia impiegherà tutte le sue forze disponibili per combattere la Germania.
- Art. 2. Nel caso che le forze della Triplice alleanza, o di una delle potenze che ne fanno parte, venissero mobilitate, la Francia e la Russia [...] mobiliteranno immediatamente e simultaneamente la totalità delle loro forze, e le porteranno il più vicino possibile alle loro frontiere.
- Art. 3. Le forze disponibili che devono essere impiegate contro la Germania saranno, da parte della Francia, di 1.300.000 uomini. Da parte della Russia potranno variare fra i 700.000 e gli 800.000 uomini. Queste forze si impegneranno [...] in modo che la Germania abbia da lottare contemporaneamente all'est e all'ovest.
- Art. 4. Gli stati maggiori [...] si concerteranno in ogni tempo per preparare e facilitare l'esecuzione delle misure previste qui sopra; e si comunicheranno, fin dal tempo di pace, tutte le informazioni relative agli eserciti della Triplice alleanza che sono o perverranno alla loro conoscenza. [...]
- Art. 5. La Francia e la Russia non concluderanno pace separata.
- Art. 6. La presente convenzione avrà la stessa durata della Triplice alleanza.[13]
- Art. 7. Tutte le clausole qui sopra enumerate saranno tenute rigorosamente segrete.

## Le ratifiche del 1893-1894

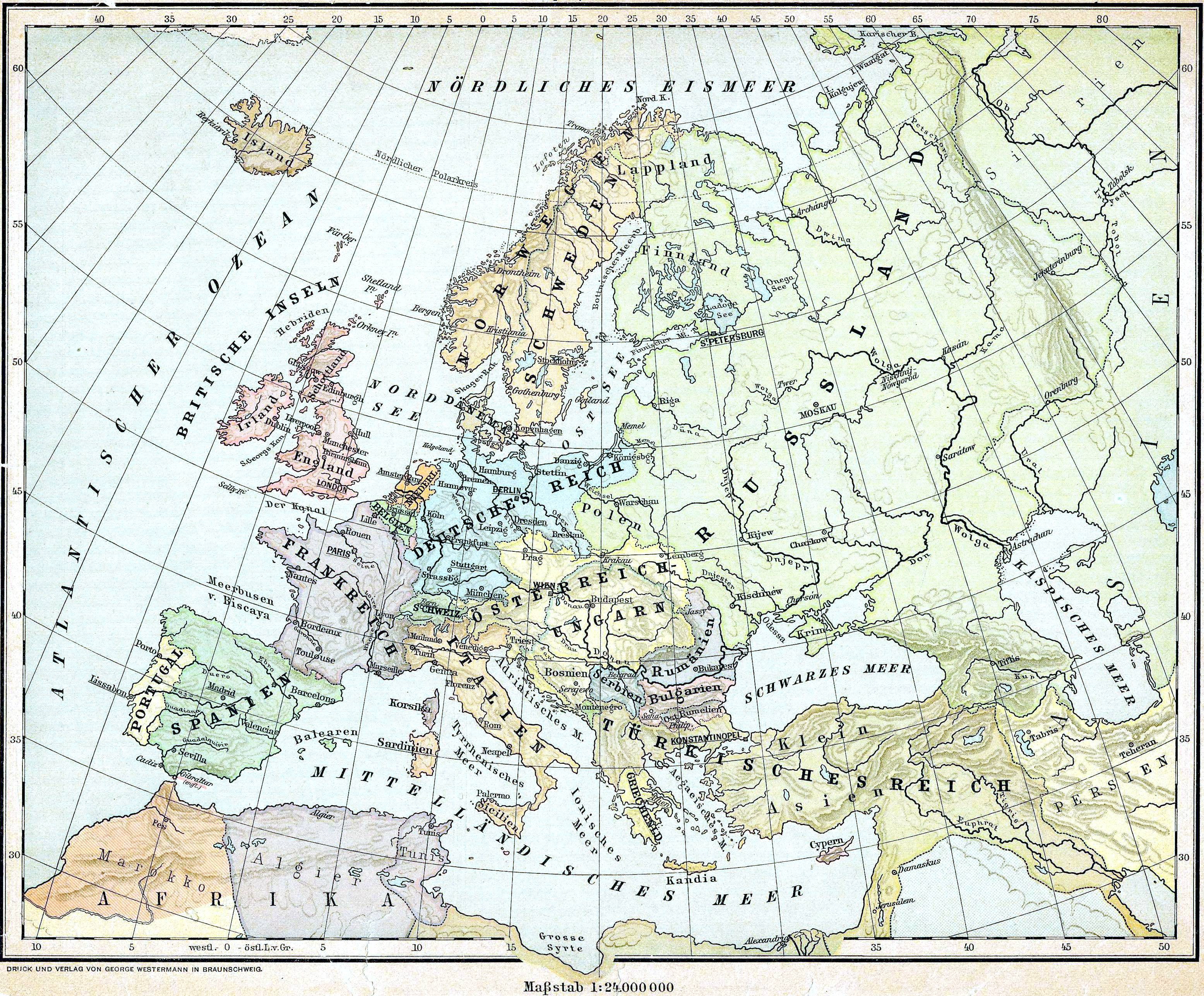
L'Europa in una carta tedesca dei tempi dell'alleanza stipulata fra Russia (Russland) e Francia (Frankreich)

L'accordo del 1892 era, per ora, solo un disegno accettato dai generali dei singoli Paesi. Esso necessitava della ratifica di Alessandro III e del governo francese. Ribot, che intanto era divenuto presidente del Consiglio, sperava ancora di modificarne il testo in misura tale da evitare alla Francia almeno di essere coinvolta in una guerra nei Balcani, ma Girs, in vacanza ad Aix-les-Bains, riuscì ad evitare di pronunciarsi sulla proposta.

Nell'autunno 1892 scoppiò in Francia lo scandalo di Panama e Ribot fu costretto a lasciare il potere. Alessandro III, ora più titubante, colse il pretesto per una nuova dilazione della ratifica. Lo Zar inoltre, all'inizio del 1893, costrinse il presidente Sadi Carnot a porgere le sue scuse in riferimento a voci di parte francese secondo cui l'ambasciatore russo Mohrenheim sarebbe stato coinvolto nello scandalo.
Tuttavia anche a Parigi si ebbero difficoltà per la ratifica. Ben quattro governi (presidenti del Consiglio: Loubet, Ribot, Dupuy e Casimir-Perier) dovettero fare i conti con il carattere segreto del trattato e quindi con la sua incostituzionalità, così come dovettero considerare la clausola che imponeva la mobilitazione generale anche in caso di mobilitazione della sola Austria. Atto che avrebbe quasi sicuramente portato alla mobilitazione di Germania e Italia.
Ma dopo l'invio di una squadra navale russa a Tolone, trionfalmente accolta, ci fu finalmente il 27 dicembre 1893 da parte della Russia la prima ratifica del trattato; seguita qualche giorno dopo dalla ratifica francese, il 4 gennaio 1894.
La ratifica da parte russa venne favorita anche dalla constatazione che, per quanto la situazione con la Germania sarebbe potuta migliorare, in ogni relazione la Russia sarebbe stata il partner minore e per molti aspetti un postulante. Nel caso della Francia, invece, erano i russi ad essere cercati come soluzione al problema dell'isolamento. Essi erano ritenuti necessari e, di conseguenza, era consentito loro un grado maggiore di libertà e di possibilità di scelta. Le cose stavano così anche se i legami finanziari che si svilupparono tra i due alleati resero la Russia fortemente debitrice nei confronti della Francia.
Nonostante la segretezza dell'accordo, «nessuno in Europa dubitò che in quei giorni erano stati conclusi un trattato d'alleanza franco-russa ed analoghe convenzioni militari». Solo a quel punto le banche tedesche vennero vigorosamente incoraggiate dal ministero degli Esteri di Berlino a partecipare ai prestiti russi del 1894 e del 1896. Troppo tardi. Alla fine del secolo, nessuna relazione diplomatica poteva dirsi più solida dell'alleanza franco-russa.

## Note

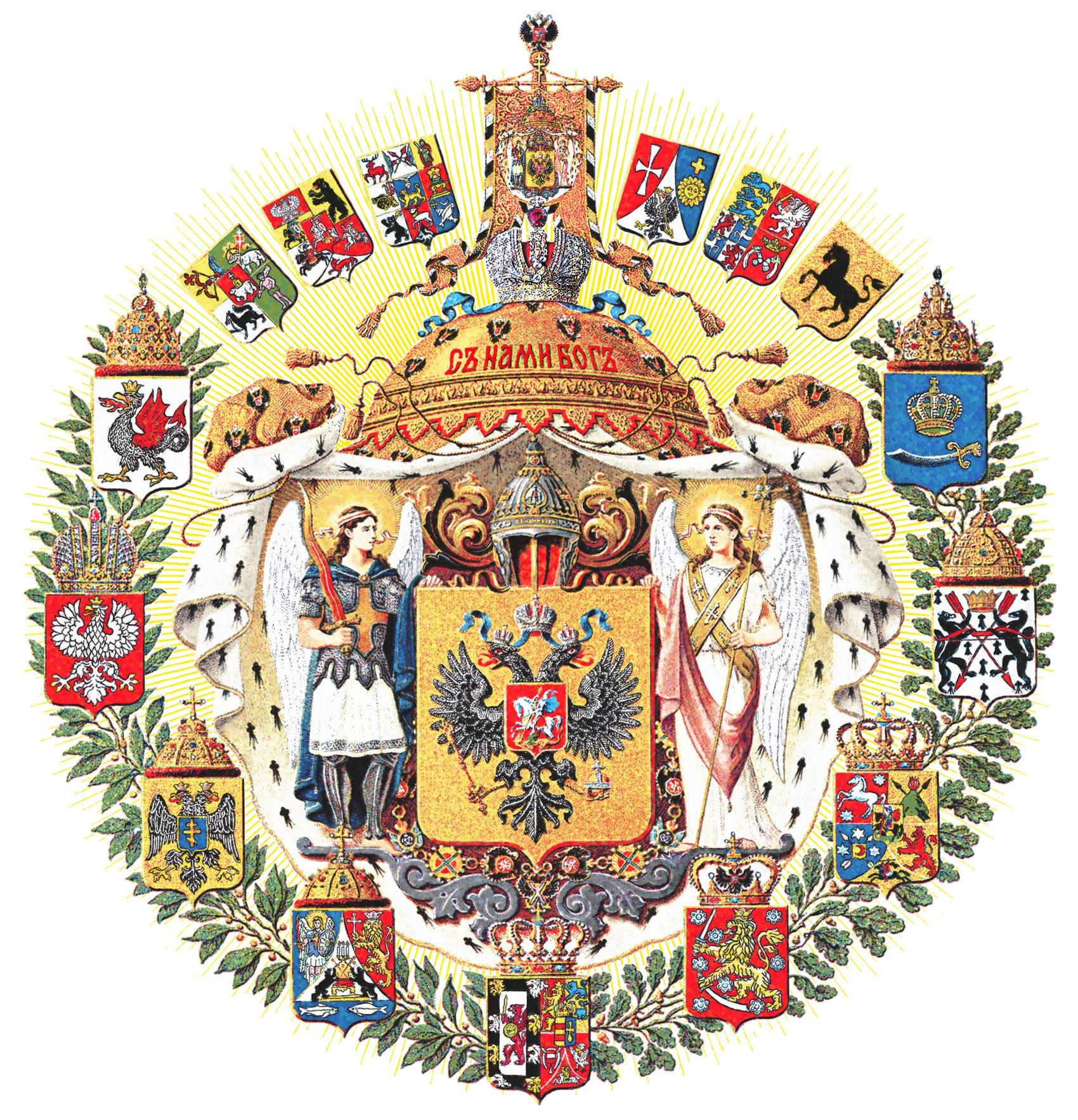
Lo stemma dell'Impero russo

Il drapeau della Repubblica Francese